# نیدرهف
نیدرهف (به فرانسوی: Niderhoff) یک کمون در فرانسه است که در Canton of Lorquin واقع شده‌است.

## خصوصیات
نیدرهف ۵٫۳ کیلومترمربع مساحت و ۲۸۹ نفر جمعیت دارد و ۲۸۰ متر بالاتر از سطح دریا واقع شده‌است.